# Morganatické manželství
Morganatické manželství či morganatický sňatek (latinsky matrimonium morganaticum, pravděpodobně odvozeno z gótského slova morgjan, „zkrátit“ nebo „omezit“; nebo z ekvivalentu německého Morgengabe; „Jitřní dar“; existují další označení jako nerovnorodý sňatek, mesalianční manželství nebo manželství na levou ruku / Ehe zur linken Hand) je v kruzích evropské šlechty takové manželství (sňatek), v němž jeden z partnerů je z hlediska společenské hierarchie (sociální třídy) nižšího původu než druhý (např. baronka a kníže) a právo dané země s takovouto skutečností zároveň spojuje významná omezení pro „níže postaveného“ partnera i případné potomstvo. 

## Charakteristika
Takovýto sňatek je obvykle platný a děti z něj vzešlé jsou považovány za legitimní, obvykle však nenásledují ve stavu svého otce a nedědí jeho titul, příp. jsou vyloučeny z případného nástupnictví na trůn.
Občas děti z morganatických manželství překonaly svůj nedynastický původ a staly se nástupci rodových říší. Markrabě Leopold zdědil bádenský trůn, přestože se narodil z morganatického manželství poté, co všichni dynastičtí muži z rodu Zähringenů vymřeli. Jako syn bádenského velkovévody Karla Fridricha s jeho druhou manželkou Luisou Karolinou z Hochbergu, která patřila k menší šlechtě, se Leopold stal v roce 1817, ve věku 27 let, princem v důsledku nového dědického práva. Bádenská velkovévodská rodina čelila vymření, a tak byl Leopold zmocněn mezinárodní smlouvou oženit se s princeznou, na trůn nastoupil v roce 1830. Jeho potomci vládli velkovévodství až do zrušení monarchie v roce 1918.
Jiné panující německé rodiny zvolily podobný přístup, když čelily nedostatku mužských dědiců. V roce 1896 knížecí rod Schwarzburgů, se sondershausenskou větví čítající dva starší bezdětné prince a rudolstadtskou pouze jednoho bezdětného prince, uznal prince Sizza von Leutenberg, morganatického syna schwarzbursko-rudolstadtského knížete Fridricha Günthera, za schwarzburského knížete a dědice obou knížectví.
V Rakouském císařství platily zásady rovnorodosti de jure jen pro habsbursko-lotrinskou dynastii. Pro ostatní obyvatele platila bez rozdílu stavu rovnost před zákonem. V českých zemích nejznámějším případem morganatického sňatku bylo manželství uzavřené roku 1900 mezi hraběnkou Žofií roz. Chotkovou (po sňatku povýšenou na kněžnu a roku 1909 na vévodkyni z Hohenbergu) a následníkem trůnu Františkem Ferdinandem d’Este.
V Rusku jde například o sňatek ruského cara Alexandra II. s kněžnou Kateřinou Dolgorukovovou, jeho favoritkou od roku 1866. Uzavřený 6. června 1880, tři dny po smrti jeho choti, carevny Marie Alexandrovny.

## Příklady
Královští muži, kteří se vzali morganaticky:
- Čingischán navázal na současnou tradici tím, že kromě své hlavní manželky, jejíž majetek přešel na jejich nejmladšího syna, si podle tradice také vzal několik morganatických manželek.
- Král Erik XIV. Švédský se dvakrát oženil se služkou Karin Månsdotterovou – jednou morganaticky v roce 1567 a znovu, i když ne morganaticky v roce 1568.
- Ludvík Vilém, vévoda v Bavorsku a herečka Henriette Mendelová. Byl jí udělen titul baronka von Wallersee a jejich dcera Marie Louise, hraběnka Larischová von Moennich, byla důvěrnicí císařovny Alžběty („Sissi“) Rakouské.
- Arcivévoda Ferdinand II. Rakouský, vládce Tyrolska, se v roce 1557 poprvé oženil s Filipínou Welserovou, měšťankou z bohaté rodiny. Jejich děti dostaly titul markrabě von Burgau.
- Viktor Emmanuel II. Italský se v roce 1869 morganaticky oženil se svou hlavní milenkou Rosou Teresou Vercellanovou Guerrieriovou. V piemontšině je známá jako „Bela Rosin“ (Rosinka Krásná), narodila se jako obyčejná občanka, ale v roce 1858 se stala hraběnkou di Mirafiori e Fontanafredda.
- Princ Alexandr Hesensko-Darmstadtský se roku 1851 oženil morganaticky s hraběnkou Julií von Hauke. Místo toho, aby byli součástí rodu Hesensko-Darmstadtských, ke kterému patřil jejich otec, jejich patrilineárním potomkům byl udělen titul knížat z Battenbergu, z jejichž větve žijící ve Spojeném království se později stal rod Mountbattenů.
- Ovdovělý bývalý král Ferdinand II. Portugalský se na konci svého života oženil s operní pěvkyní Elise Henslerovou, které byl udělen titul hraběnka von Edla.
- V roce 1917 se vnuk Ferdinanda II. Portugalského, vévoda Afonso z Porta, poslední portugalský královský princ, oženil s dvakrát rozvedenou členkou americké vyšší společnosti Nevadou Stoodyovou Hayesovou.
- V roce 1929 se Alfonso de Borbón y Borbón, španělský šlechtic, oženil s Julií Méndez y Morales, čímž ztratil veškeré nároky na španělský trůn.
- Sňatek z roku 1900 arcivévody Františka Ferdinanda Rakouského, jehož následný atentát vyvolal první světovou válku, s hraběnkou Žofií Chotkovou byl na naléhání rakouského císaře Františka Josefa I. morganatický.[2]
- Dánský astronom a šlechtic Tycho Brahe se v roce 1572 morganaticky oženil s Kirsten Jørgensdatterovou. Bylo mu to umožněno, protože byl blízkým přítelem krále Frederika II. Dánského. Král byl soucitný, protože se sám nemohl oženit se svou láskou kvůli třídním rozdílům.[3]

Královské ženy, které se provdaly morganaticky:
- Vévodkyně Marie Louise Parmská (rodem arcivévodkyně císařského rodu Habsburků a z prvního manželství francouzská císařovna) se po smrti svého manžela, císaře Napoleona I., dvakrát provdala morganaticky. Jejím druhým manželem byl hrabě Adam Albert z Neippergu. Po jeho smrti se v roce 1834 provdala za hraběte Charlese-Reného de Bombelles, svého komorníka.
- Královna Marie Kristýna Neapolsko-Sicilská, španělská regentka po smrti svého manžela (Ferdinanda VII.), v době, kdy byla jejich dcera Isabela II. nezletilá. Tajně se provdala za Agustína Fernanda Muñoze y Sánchez, 1. vévodu z Riánsares, který byl jedním z jejích strážců.
- Princezna Štěpánka Belgická, vdova po korunním princi Rudolfovi Rakouském, se po smrti svého prvního manžela provdala za hraběte Eleméra Lónyaye de Nagy-Lónya et Vásáros-Namény. V roce 1917 udělil císař Karel I. Rakouský Lónyayovi nedynastický titul knížete (Fürst).